# Docohammus flavescens
Docohammus flavescens là một loài bọ cánh cứng trong họ Cerambycidae.